# Valdemunitella porosa
Valdemunitella porosa är en mossdjursart som först beskrevs av Shunsuke F. Mawatari 1980.  Valdemunitella porosa ingår i släktet Valdemunitella och familjen Calloporidae. Inga underarter finns listade i Catalogue of Life.